# 장굉 (전한)
장굉(張宏, ? ~ 23년)은 전한 말기 ~ 신나라의 관료로, 자는 자하(子夏)이며 하내군 지현(軹縣) 사람이다. 승상 장우의 아들이다.

## 생애
원시 2년(2년), 태상에 임명되었으나 이듬해에 월기교위로 좌천되었다.
경시 원년(23년), 신나라가 멸망하였다. 장우는 난리통에 병사에게 피살되었다.

## 출전
- 반고, 《한서》
  - 권18 외척은택후표
  - 권19하 백관공경표
  - 권81 광장공마전

| 전임 병창 | 전한의 태상 2년 ~ 3년 | 후임 유잠 |

| 선대 아버지 안창절후 장우 | 전한 ~ 신의 안창후 기원전 5년 ~ 기원후 23년 | 후대 (신 멸망) |